# Loučka (Lipník nad Bečvou)
Loučka (hanácky Lóčka) je vesnice, část města Lipník nad Bečvou v okrese Přerov v Olomouckém kraji. Nachází se asi 3 km na sever od Lipníku nad Bečvou. V roce 2009 zde bylo evidováno 190 adres. V roce 2001 zde trvale žilo 506 obyvatel.
Lipník nad Bečvou VI-Loučka leží v katastrálním území Loučka o rozloze 6,82 km2.
Stojí zde kostel svatého Karla Boromejského.
Katastrem Loučky protéká potok Trnávka, ze kterého odbočuje potok Loučka.

## Další informace
Nad Loučkou se nachází Loučská kaskáda na potoce Trnávka, Slavkovský vrch a také vrchol Obírka s pravěkým hradištěm.